# Mátraverebély
Mátraverebély je obec v Maďarsku v župě Nógrád.
Rozkládá se na ploše 18,40 km² a v roce 2024 zde žilo 1 682 obyvatel.